# Passi
För andra betydelser, se Passi (olika betydelser).

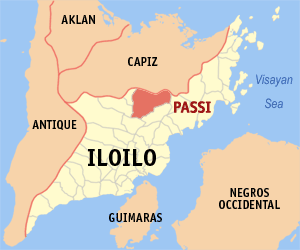
Passis läge i provinsen Iloilo.

Passi (officiellt City of Passi) är en stad i Filippinerna. Den ligger i provinsen Iloilo i regionen Västra Visayas och har 69 601 invånare (folkräkning 1 maj 2000).
Staden är indelad i 51 smådistrikt, barangayer, varav 49 är klassificerade som landsbygdsdistrikt och endast 2 som tätortsdistrikt.